# Farah Roud
Le Farah Roud (ce qui en persan signifie rivière Farah) est une importante rivière du sud-ouest de l'Afghanistan, qui coule dans les provinces de Ghor, de Farâh et de Nimrôz. 

## Géographie
La rivière prend sa source dans les montagnes du Band-e Bayan à l'extrémité nord-est du district de Charak de la province de Ghôr. Elle prend rapidement la direction du sud-ouest et, dans son cours supérieur, coule longtemps parallèlement (au nord) à son affluent principal le Ghor Roud. À l'approche de la province de Farâh, le Farah Roud s'oriente brusquement vers le sud, ce qui lui permet de confluer avec le Ghor Roud, puis reprend sa course vers l'ouest d'abord, le sud-ouest ensuite. Il baigne la ville de Farâh, et adoptant la direction plein sud, aborde la cuvette du Sistan (ou Seistan) située à cheval sur la frontière de l'Afghanistan et de l'Iran et hébergeant les hamouns (ou lacs) du Sistan . 
Après s'être divisé en deux bras, le Farah Roud finit sa course en donnant ses eaux à l'Hamoun-e Puzak et surtout à l'Hamoun-e Saberi. 
Le Farah Roud parcourt 560 km. Son débit annuel moyen de plus ou moins 50 m3/s, fort irrégulier d'après les années, est abondant pour la région.

## Hydrologie et débit
Le débit du Farah Roud a été observé de 1954 à fin 1978 à Farâh, chef-lieu de la province de même nom situé à une centaine de kilomètres au nord de l'embouchure de la rivière dans les hamouns du Sistan. Après 1978, la désorganisation due aux guerres n'a plus permis de continuer les observations (ref : ).

### Mesures effectuées à Farah
Source : 
| Débit mensuels moyens en millions de mètres cubes | Débit mensuels moyens en millions de mètres cubes |
| Période                                           | Volume                                            |
| ------------------------------------------------- | ------------------------------------------------- |
| (1953-65)                                         |                                                   |
| octobre                                           | 2                                                 |
| novembre                                          | 3                                                 |
| décembre                                          | 18                                                |
| janvier                                           | 67                                                |
| février                                           | 237                                               |
| mars                                              | 426                                               |
| avril                                             | 519                                               |
| mai                                               | 173                                               |
| juin                                              | 54                                                |
| juillet                                           | 16                                                |
| août                                              | 3                                                 |
| septembre                                         | 1                                                 |
| Total annuel                                      | 1 519                                             |

Le débit annuel moyen est de 1,519 kilomètre cube.
Donc le module, calculé de 1953 à 1965 est de 48,17 m3/s.
La courbe saisonnière du débit est typique des cours d'eau de montagne fort irréguliers de l'Afghanistan occidental à régime surtout nival. Le Farah Roud est une rivière très irrégulière, tant au fil des saisons, que suivant les années. La rivière tombe régulièrement à sec en été et en automne mais fournit généralement un débit très important chaque printemps. 
Entre 1955 et 1977, on a observé un débit moyen annuel de seulement 2,5 m3/s en 1962, mais plus de 80 m3/s en 1976.
La période des hautes eaux se déroule en fin d'hiver et au début du printemps. Le débit maximal est observé en mars-début avril et correspond à la fonte des neiges. Il atteint plusieurs centaines de mètres cubes par seconde en moyenne durant la première quinzaine de mars. Cette courte période est rapidement suivie d'une chute régulière du débit qui passe sous la barre des 20 m3/s dès le mois de juin. Le débit atteint son plancher moyen de 0,1 à 1 m3/s en fin d'été, c'est-à-dire en août et en septembre, et jusqu'au mois de décembre. Il est alors quasi à sec. Quelques épisodes de crue assez brève ont parfois lieu en automne.
Au mois de janvier ou de février, le débit remonte souvent très brusquement. Il n'y a guère de période intermédiaire entre les saisons des basses et des hautes eaux.
Pour l'année 1977, année plutôt médiocre (23 m3/s en moyenne) et dernière année observée en totalité, le débit a oscillé entre un plus bas de 0 et un plus haut de 300 m3/s environ. Ce sommet a été atteint lors d'un bref épisode de crue automnale.
Le débit maximal observé à ce jour est de 1 560 m3/s le 15 mars 1955.

## Le projet du réservoir de Bakhchabad
Un barrage est planifié sur le Farah Roud à Bakhchabad. Sa localisation approximative est de 
32° 48' nord et 62° 39' est (c'est-à-dire à une centaine de kilomètres au nord-est de Farâh), dans le district de Bala Buluk de la province de Farah. Le réservoir aura une capacité de 570 millions de mètres cubes, soit plus du tiers du volume annuel moyen des eaux de la rivière. Le but de ce réservoir est d'assurer l'approvisionnement en eau pour l'irrigation de 35 000 hectares, ainsi que l'établissement d'une centrale électrique de 20 000 kilowatts. 
Ce projet est prévu pour être opérationnel en 2015.

## Affluents
- Le Ghor Roud
- Le Malmand

## Villes traversées
- Farâh